# Bitis rubida
Bitis rubida là một loài rắn trong họ Rắn lục. Loài này được Branch miêu tả khoa học đầu tiên năm 1997.